# Judy Jetson és a Rockerek
A Judy Jetson és a Rockerek (eredeti cím: Rockin' with Judy Jetson) 1988-ban bemutatott amerikai televíziós rajzfilm, amelyet a Hanna-Barbera készített. A forgatókönyvet Charles M. Howell IV és Kevin Hopps írta, a rajzfilmek Ray Patterson és Paul Sommer rendezte, a zenéjét Sven Libaek szerezte, a producere Kay Wright volt.
Amerikában 1987. január 15-én a Syndication csatornán, Magyarországon 2005-ben a Cartoon Network-ön vetítették le. Majd később a Boomerang 2012. április 8-án Húsvét vasárnap leadta.

## Szereplők
| Szereplő               | Eredeti hang                  | Magyar hang        |
| ---------------------- | ----------------------------- | ------------------ |
| Judy Jetson            | Janet Waldo B. J. Ward (ének) | Bogdányi Titanilla |
| George Jetson          | George O'Hanlon               | Lippai László      |
| Elroy Jetson           | Daws Butler                   | Simonyi Balázs     |
| Jane Jetson            | Penny Singleton               | Juhász Judit       |
| Astro                  | Don Messick                   | Szokol Péter       |
| Felonia Funk           | Ruth Buzzi                    | Borbás Gabi        |
| Sky Rocker             | Rob Paulsen                   | Viczián Ottó       |
| Zany                   | Rob Paulsen                   | Seder Gábor        |
| Iona                   | Cindy McGee                   | Szénási Kata       |
| Starr                  | Pat Musick                    | Németh Kriszta     |
| Zowie                  | Pat Musick                    | Biró Anikó         |
| Rajongó Klub elnöknője | Pat Musick                    | ?                  |
| Quasar                 | Michael Bell                  | Józsa Imre         |
| Quark                  | Charles Adler                 | Gesztesi Károly    |
| Zappy                  | Charles Adler                 | Haagen Imre        |
| Nicky                  | Eric Suter                    | Molnár Levente     |
| Ramm                   | Beau Weaver                   | Kerekes József     |
| Dee-Jay                | Beau Weaver                   | ?                  |
| Comset parancsnok      | Peter Cullen                  | Papp János         |
| Gruff                  | Peter Cullen                  | Albert Péter       |
| Kidobó ember           | Peter Cullen                  | ?                  |
| Mr. Cosmo S. Spacley   | Mel Blanc                     | Uri István         |
| Rosie                  | Jean Vander Pyl               | Szabó Éva          |
| Nagy Loopy Zoomy       | P. L. Brown                   | Kristóf Tibor      |
| Manny menedzser        | Hamilton Camp                 | Bácskai János      |
| Mr. Microchips         | Hamilton Camp                 | Breyer Zoltán      |
| Zilchy                 | Patrick Fraley                | Magyar Bálint      |
| Zippy                  | B. J. Ward                    | Kántor Kitty       |
| Rhoda Starlet          | Selette Cole                  | Kocsis Mariann     |

További magyar hangok: Bezerédi Zoltán, Bolla Róbert, Pálmai Szabolcs, Simon Eszter, Varga Tamás

## Betétdalok
| Dal                            | Előadó                                                     |
| ------------------------------ | ---------------------------------------------------------- |
| Rockin' 'Round the Galaxy I.   | B. J. Ward Rob Paulsen                                     |
| Airport Welcome                | B. J. Ward Cindy McGee Pat Musick                          |
| Gleep Glorp I.                 | Rob Paulsen                                                |
| Gleep Glorp II.                | B. J. Ward Cindy McGee Pat Musick                          |
| Shootin' Star I.               | B. J. Ward Cindy McGee Pat Musick                          |
| Surfin' In Space               | B. J. Ward Cindy McGee Pat Musick Zoomie Chorus            |
| A House Is Not a Home          | B. J. Ward                                                 |
| Rockin' 'Round the Galaxy II.  | B. J. Ward Rob Paulsen Chorus                              |
| Shootin' Star II.              | B. J. Ward Cindy McGee Pat Musick Rob Paulsen Peter Cullen |
| Rockin' 'Round the Galaxy III. | B. J. Ward Rob Paulsen Zoomie Chorus                       |